# 변형 쇼기
변형 쇼기(shogi variant)란 쇼기와 관련되거나 그로부터 파생, 변형한 게임을 말한다. 수 세기에 걸쳐 수많은 쇼기 변형이 개발되었는데, 역사상 가장 큰 체스 유형 게임부터 가장 작은 게임까지 다양하다. 이러한 변형 중 일부는 여전히 정기적으로 플레이되지만, 쇼기만큼 인기 있는 것은 없다.
쇼기의 가장 주목할 만한 특징으로 여겨지는 드롭 규칙은 대부분의 쇼기 변형에는 없다. 따라서 다른 형태의 체스와 더 유사하게 플레이되며, 말이 교환됨에 따라 판이 덜 붐비게 된다. 이는 특히 쇼기 자체보다 큰 변형에서 그렇는다. 실제로 드롭 규칙을 특징으로 하는 가장 잘 알려진 변형은 11×11 게임인 와 쇼기이다.

## 종류
- 쇼쇼기
- 도부츠쇼기
- 주쇼기
- 다이쇼기
- 다이다이쇼기
- 야리쇼기
- 타이쇼기
- 다이쿄쿠쇼기
- 산닌쇼기
- 요닌쇼기